# Mário Soares
Mário Alberto Nobre Lopes Soares (ur. 7 grudnia 1924 w Lizbonie, zm. 7 stycznia 2017 tamże) – portugalski polityk, prawnik i nauczyciel, działacz opozycyjny, więzień polityczny. Parlamentarzysta krajowy, eurodeputowany V kadencji, minister, w latach 1976–1978 i 1983–1985 premier, a od 1986 do 1996 prezydent Portugalii.

## Życiorys

### Rodzina
Syn João Lopesa Soaresa i Elisy Nobre Soares. Jego ojciec był nauczycielem i politykiem okresu Pierwszej Republiki Portugalskiej. W 1949 Mário Soares zawarł związek małżeński z Marią Barroso, która zmarła w 2015. Miał dwoje dzieci – córkę Isabel Soares i syna João Soaresa.

### Działalność do lat 70.
Od czasów studenckich był zaangażowany w działalność środowisk opozycyjnych wobec dyktatury Antónia de Oliveiry Salazara. Do 1951 związany z Portugalską Partią Komunistyczną. Był dyrektorem akademii młodych komunistów w Lizbonie i prezesem sekcji młodzieżowej Movimento de Unidade Democrática. W 1949 pełnił funkcję sekretarza generała José Nortona de Matosa. Na Uniwersytecie Lizbońskim ukończył historię i filozofię (1951), a także prawo (1957). Pracował jako nauczyciel w szkole średniej oraz jako dyrektor założonego przez swojego ojca Colégio Moderno. W 1957 uzyskał uprawnienia adwokata, podejmując praktykę w tym zawodzie.
Współpracował w dalszym ciągu z kolejnymi grupami opozycyjnymi, był liderem działającej w latach 50. organizacji Resistência Republicana e Socialista. Był obrońcą w procesach politycznych i prawnikiem generała Humberta Delgado, niezależnego kandydata w wyborach prezydenckich w 1958, zamordowanego w 1965. W 1964 utworzył organizację polityczną pod nazwą Acção Socialista Portuguesa. Reprezentował opozycyjne środowiska w wyborach parlamentarnych w latach 60. Za swoją działalność polityczną był dwanaście razy aresztowany przez funkcjonariuszy policji politycznej PIDE, łącznie więziony przez około trzy lata. W 1968 bez procesu zesłany na Wyspę Świętego Tomasza, dwa lata później zezwolono mu na wyjazd do Francji. Na emigracji praktykował w zawodzie prawnika, zajmował się także działalnością akademicką na uniwersytetach w Vincennes i Rennes.

### Działalność od lat 70.
19 kwietnia 1973 w niemieckiej miejscowości Bad Münstereifel współtworzył na bazie ASP Partię Socjalistyczną. Stanął na jej czele jako sekretarz generalny, kierując tym ugrupowaniem nieprzerwanie do 1985. Od 1974 był jednocześnie wiceprzewodniczącym Międzynarodówki Socjalistycznej.
Do Portugalii powrócił po zwycięstwie rewolucji goździków w kwietniu 1974. W rządach przejściowych pełnił początkowo funkcję ministra spraw zagranicznych (1974–1975), następnie ministra bez teki (1975). W 1975 uzyskał mandat posła do konstytuanty, w 1976 po raz pierwszy wybrany do Zgromadzenia Republiki, utrzymując mandat poselski w kolejnych wyborach w 1979, 1980, 1983 i 1985.
Od 23 lipca 1976 do 28 sierpnia 1978 po raz pierwszy sprawował urząd premiera, stojąc na czele dwóch gabinetów. Od 1977 pełnił jednocześnie obowiązki ministra spraw zagranicznych. Od 9 czerwca 1983 do 6 listopada 1985 po raz drugi stał na czele portugalskiego rządu.
W 1986 wystartował w wyborach prezydenckich. W pierwszej turze otrzymał 25,4% głosów, przegrywając z Diogo Freitasem do Amaral, którego poparło 46,3% głosujących. W drugiej turze Mário Soares zwyciężył swojego kontrkandydata z wynikiem 51,2% głosów. Zaprzysiężony został 9 marca 1986. W 1991 z powodzeniem ubiegał się o reelekcję, mając poza socjalistami poparcie także ze strony Partii Socjaldemokratycznej. Zwyciężył wówczas w pierwszej turze, otrzymując 70,3% głosów.
Drugą kadencję prezydencką zakończył 9 marca 1996, kiedy to zastąpił go Jorge Sampaio. Z urzędu wszedł w skład Rady Stanu. Reaktywował założoną w 1991 fundację swojego imienia, a także stanął na czele fundacji Fundação Portugal-África. W wyborach w 1999 z listy Partii Socjalistycznej uzyskał mandat posła do Parlamentu Europejskiego V kadencji, który wykonywał do 2004. Był członkiem frakcji socjalistycznej oraz Komisji Spraw Zagranicznych, Praw Człowieka, Wspólnego Bezpieczeństwa i Polityki Obronnej.
W 2006 ponownie kandydował w wyborach prezydenckich z poparciem PS. W głosowaniu zajął trzecie miejsce z wynikiem 14,3% głosów.
Zmarł 7 stycznia 2017 w Lizbonie, po jego śmierci ogłoszono trzydniową żałobę narodową. Jego pogrzeb państwowy odbył się 11 stycznia 2017, Mário Soares został pochowany na stołecznym cmentarzu Prazeres.

## Odznaczenia i wyróżnienia
Odznaczenia krajowe

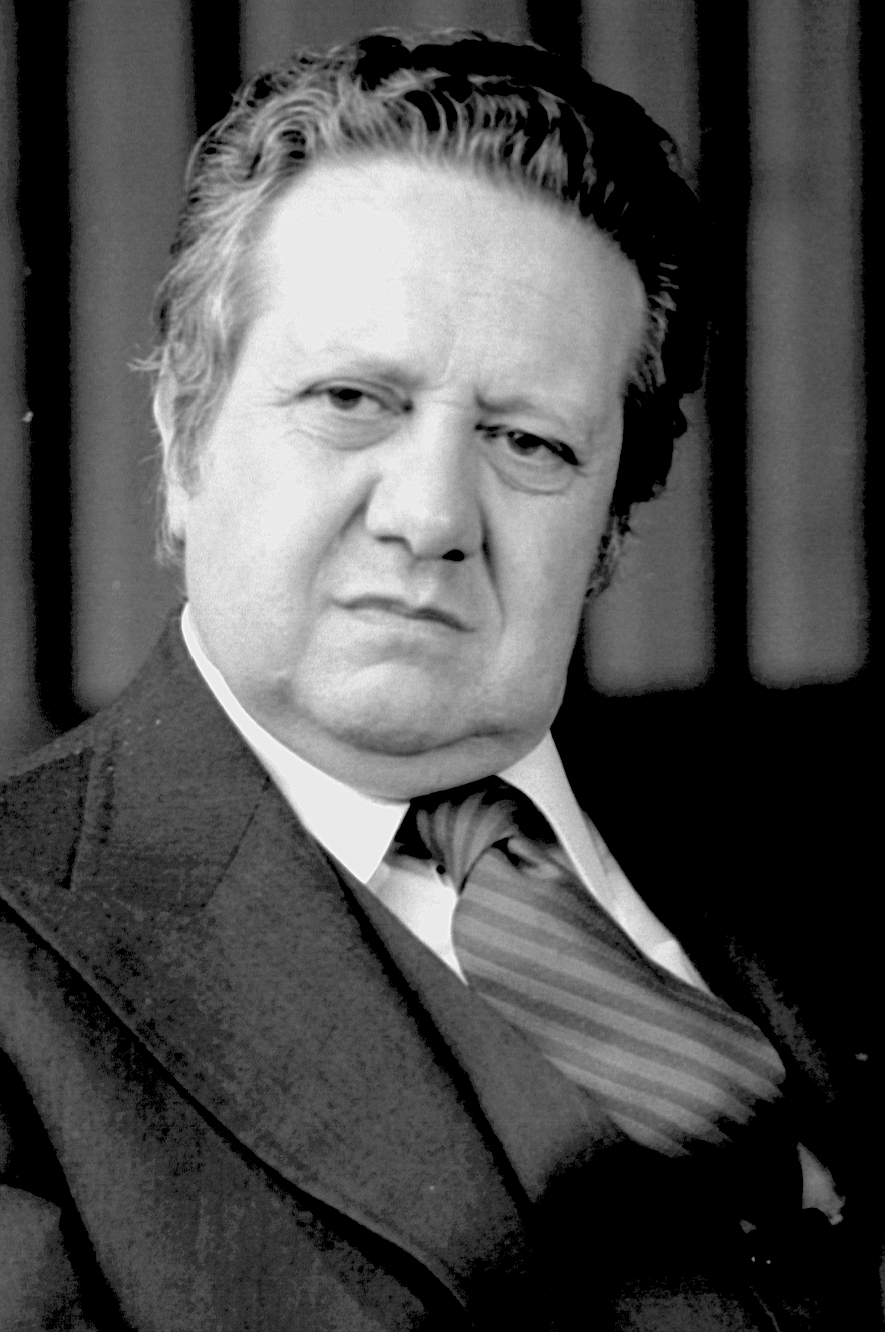
Mário Soares, 1978

Jako prezydent Portugalii z urzędu został Wielkim Mistrzem Wstęgi Trzech Orderów, Orderu Wieży i Miecza, Orderu Chrystusa, Orderu Avis, Orderu Świętego Jakuba od Miecza, Orderu Infanta Henryka, Orderu Wolności, Orderu Zasługi, Orderu Edukacji Publicznej.
W 2024 pośmiertnie nadano mu Wielki Łańcuch Orderu Camõesa.
Odznaczenia zagraniczne
- Wielka Złota na Wstędze Odznaka Honorowa za Zasługi dla Republiki Austrii (1987, Austria)[14]
- Krzyż Wielki Orderu Krzyża Południa (1987, Brazylia)[14]
- Wielki Łańcuch Orderu Krzyża Południa (1987, Brazylia)[14]
- Krzyż Wielki Orderu Kongresu Narodowego (1987, Brazylia)[14]
- Krzyż Wielki Orderu Ipirangi (1987, Brazylia)[14]
- Łańcuch Orderu Zasługi Bahii (1988, Brazylia)[14]
- Order Stara Płanina I klasy (1994, Bułgaria)[14]
- Łańcuch Orderu Zasługi (1992, Chile)[14]
- Wielki Łańcuch Orderu Makariosa III (1990, Cypr)[14]
- Krzyż Wielki Orderu Danebroga (1998, Dania)[14]
- Order Słonia (1992, Dania)[14][15]
- Orden al Mérito de Duarte, Sánchez y Mella I klasy (1987, Dominikana)[14]
- Łańcuch Orderu Nilu (1992, Egipt)[14]
- Łańcuch Narodowego Orderu Zasługi (1989, Ekwador)[14]
- Krzyż Wielki Orderu Narodowego Zasługi (1988, Francja)[14]
- Krzyż Wielki Legii Honorowej (1990, Francja)[14]
- Łańcuch Orderu Białej Róży Finlandii (1990, Finlandia)[16]
- Krzyż Wielki Orderu Zbawiciela (1987, Grecja)[14]
- Krzyż Wielki Orderu Izabeli Katolickiej (1987, Hiszpania)[14]
- Krzyż Wielki Orderu Karola III (1987, Hiszpania)[14]
- Krzyż Wielki Orderu Lwa Niderlandzkiego (1991, Holandia)[14]
- Krzyż Wielki Orderu Sokoła Islandzkiego (1983, Islandia)[17]
- Order Jugosłowiańskiej Gwiazdy I klasy (1990, Jugosławia)[14]
- Wielki Łańcuch Orderu Boyacá (1988, Kolumbia)[14]
- Krzyż Wielki Orderu Zasługi (1989, Kongo)[14]
- Order za Zasługi dla Dyplomacji I klasy (1987, Korea Południowa)[14]
- Krzyż Wielki Orderu Złotego Lwa Nassau (1988, Luksemburg)[14][18]
- Krzyż Wielki Orderu Korony Dębowej (1996, Luksemburg)[14]
- Wstęga Kategorii Specjalnej Orderu Orła Azteckiego (2003, Meksyk)[14]
- Krzyż Wielki Orderu Świętego Olafa (1987, Norwegia)[14]
- Odznaczenie „Gwiazda Palestyny” I klasy (1993 Palestyna)[14]
- Łańcuch Narodowego Orderu Zasługi (1995, Paragwaj)[14]
- Krzyż Wielki Orderu Zasługi Rzeczypospolitej Polskiej (1993, Polska)[19]
- Krzyż Wielki Orderu Odrodzenia Polski (1994, Polska)[20]
- Krzyż Wielki Orderu Zasługi Republiki Federalnej Niemiec (1987, RFN)[14]
- Stopień Specjalny Krzyża Wielkiego Orderu Zasługi Republiki Federalnej Niemiec (1991, RFN)[14]
- Krzyż Wielki Orderu Dobrej Nadziei (1995, Republika Południowej Afryki)[21]
- Order Amílcara Cabrala I klasy (2001, Republika Zielonego Przylądka)[14]
- Krzyż Wielki Orderu Zasługi (1996, Senegal)[14]
- Order Królewski Serafinów (1987, Szwecja)[14]
- Wielka Wstęga Orderu Siódmego Września (1993, Tunezja)
- Złoty Łańcuch Orderu Piusa IX (1991, Watykan)
- Wielki Łańcuch Orderu Oswobodziciela (1987, Wenezuela)[14]
- Krzyż Wielki Orderu Zasługi Republiki Węgierskiej (1993, Węgry)[14]
- Honorowy Rycerz Krzyża Wielkiego Orderu Łaźni (1994, Wielka Brytania)[14][22]
- Honorowy Rycerz Krzyża Wielkiego Orderu św. Michała i św. Jerzego (1996, Wielka Brytania)[22]
- Kawaler Krzyża Wielkiego Udekorowany Wielką Wstęgą Orderu Zasługi Republiki Włoskiej (1989, Włochy)[23]
- Krzyż Wielki Narodowego Orderu Wybrzeża Kości Słoniowej (1990, Wybrzeże Kości Słoniowej)[14]
- Wielka Wstęga Narodowego Orderu Lamparta (1989, Zair)[14]
- Łańcuch Orderu Pro Merito Melitensi (1989, Zakon Maltański)[14]

Nagrody i wyróżnienia
Otrzymał tytuł doktora honoris causa ponad 30 uniwersytetów, m.in. Lancaster University (1986), Brown University (1987), Université Libre de Bruxelles (1987), Uniwersytetu w Salamance (1987), Princeton University (1988), Uniwersytetu Bolońskiegu (1989), Université Paris Sorbonne (1989), Uniwersytetu w Porto (1990), Uniwersytetu Turyńskiego (1990), Universidad de Santiago de Compostela (1992), Trinity College w Dublinie (1993), Uniwersytetu Oksfordzkiego (1993), Universidad Autónoma del Estado de México (1994), Uniwersytetu Maltańskiego (1994), Uniwersytetu Complutense w Madrycie (1996), Uniwersytetu w Coimbrze (1997), University of Toronto (1998).